# Monte Perda Liana
Il monte Perda Liana (Perda 'e Liana in sardo) è una caratteristica formazione montuosa a tacco. Si trova nella Sardegna centro-orientale, nella zona di confine tra la sub-regione barbaricina dell'Ogliastra e quella della Barbagia di Seùlo.
È situato nel territorio amministrativo di Gairo. Con i suoi 1.293 m s.l.m. è anche il più elevato fra i tacchi dell'Ogliastra.

## Descrizione

### Origine e significato del nome
Il nome della montagna è composto dalle parole perda, con la quale si identifica un ammasso roccioso, e liana, che potrebbe derivare, a seconda delle teorie, dal nome della popolazione nuragica degli Iliensi, che vivevano nel territorio e che si riunivano periodicamente alla base del picco roccioso. Infatti il monte è ben visibile da tutti i centri nuragici della zona, esempi importanti sono: dal nuraghe Orruinas di Arzana, dal nuraghe Serbissi di Osini, dal nuraghe Ardasai di Seui, du Complesso nuragico di S'Arcu 'e Is Forros ' di Villagrande Strisaili e da nuraghe s'Ulimu di Ulassai. Altre versioni fanno derivare il nome dalle caratteristiche fisiche del materiale di cui è composta la roccia (ossia liscia o levigata) o dal corbezzolo (in sardo olione), che ne ammantava le pendici.

### Territorio

Panoramica

Il monte Perda Liana, così come tutti gli altri tacchi calcarei della zona, è il risultato di lunghi fenomeni erosivi compiuti dagli agenti atmosferici. Il basamento è caratterizzato da una forma troncoconica sulla quale si erge un imponente torrione dolomitico che si eleva fino a 1.293 metri sul livello del mare. Le pareti rocciose verticali di quest'ultimo si innalzano per circa 50 metri ed il diametro misura circa un centinaio di metri.
Il torrione calcareo risale al Giurassico (130-150 milioni di anni fa) e si è costituito in seguito ad un lungo processo di sedimentazione avvenuto in ambiente sottomarino. Le attuali forme si sono determinate nel corso delle ere geologiche ad opera dell'erosione dell'acqua. La struttura terminale del torrione dolomitico si poggia sulla base troncoconica di natura arenacea dell'era mesozoica. Il primato dello sviluppo più consistente dal punto di vista stratigrafico spetta alla sezione posta alla base del blocco troncoconico del tacco, formata da scisti risalenti al Paleozoico (360-500 milioni di anni fa).
Le pareti del torrione calcareo si presentano profondamente fratturate in senso verticale. Le fratture formano dei grandi blocchi a sezione prismatica.

### Clima

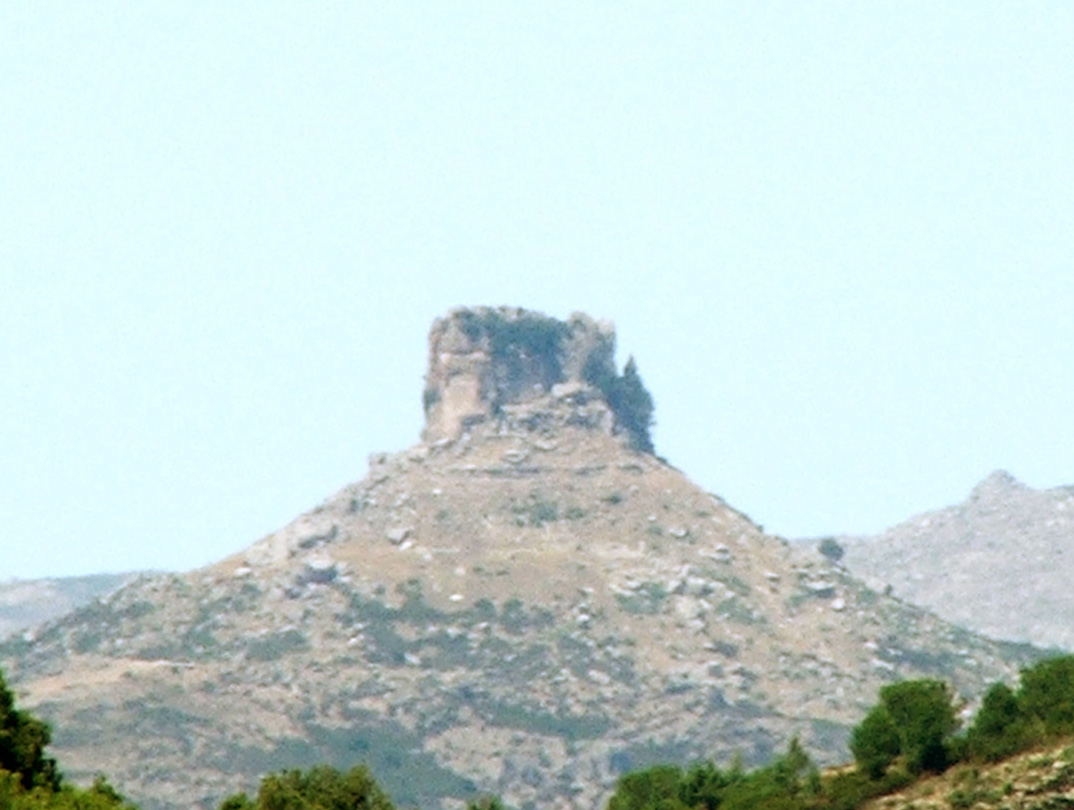
Il Monte Perda Liana visto dal Monte Tricoli.

Il clima che caratterizza la zona del Monte Perda Liana è di tipo mediterraneo, con inverni freddi ed estati calde ed asciutte. Le precipitazioni che si concentrano principalmente nei mesi invernali ed autunnali, con una media che si aggira sui 1000 millimetri all'anno.

### Flora e fauna
La specie dominante della flora è il cisto ma è anche possibile osservare la presenza di erbe aromatiche, come ad esempio il timo (Thymus herba-barona), e gli arbusti tipici della macchia mediterranea come il corbezzolo (Arbutus unedo) e l'erica (Erica arborea). Tra le specie arboree si trovano l'acero minore (Acer monspessulanum) ed il leccio (Quercus ilex). Altre specie vegetali caratteristiche sono la campanula di Forsyth (Campanula forsythii), l'issopo di Corsica (Micromeria filiformis), l'orchide maschia (Orchis mascula), l'ofride di Moris (Ophrys exaltata morisii), il ranno alpino (Rhamnus alpina), la sassifraga sardo-corsa  (Saxifraga cervicornis) ed il sorbo montano (Sorbus aria).
Tra le specie della fauna sono comuni il muflone (Ovis musimon), l'aquila reale (Aquila chrysaetos), il gatto selvatico (Felis lybica sarda), l'aquila del Bonelli (Hieraaetus fasciatus), il falco pellegrino (Falco peregrinus), la poiana (Buteo buteo), lo sparviero (Accipiter nisus), l'astore (Accipiter gentilis), il nibbio (Milvus milvus), il grifone (Gyps fulvus), l'avvoltoio monaco (Aegypius monachus), l'avvoltoio degli agnelli (Gypaetus barbatus) ed il ghiro (Glis glis).

## Alpinismo-escursionismo
La cima può essere raggiunta con una salita alpinistica (versante Est) con difficoltà massima di terzo grado. L'arrampicata richiede capacità ed attrezzature adeguate. Data la fragilità della roccia è preferibile evitare l'installazione di impianti di ascensione fissi.
È anche possibile seguire numerosi percorsi escursionistici, dotati di un sistema di segnalazione dei sentieri, che si snodano intorno alla montagna.